# Силва Карвальо, Мануэл Месиас
Мануэл Месиас Силва Карвальо (порт. Manoel Messias Silva Carvalho; более известный, как Мануэл порт. Manoel род. 26 февраля 1990, Бакабал, Мараньян) — бразильский футболист, защитник клуба «Флуминенсе».

## Клубная карьера
Мануэл — воспитанник клубов «Насьонал Роландия» и «Атлетико Паранаэнсе». 23 июля 2009 года в матче против «Сантоса» он дебютировал в бразильской Серии A в составе последних. 30 мая 2010 года в поединке против «Интернасьоналя» игрок забил свой первый гол за «Атлетико Паранаэнсе». 6 февраля 2014 года в матче Кубка Либертадорес против перуанского «Спортинг Кристал» он забил гол. В том же году Мануэл перешёл в «Крузейро». 18 июля в матче против «Витории Салвадор» он дебютировал за новую команду. 20 июля в поединке против «Палмейрас» игрок забил свой первый гол за «Крузейро». В своём дебютном сезоне он стал чемпионом Бразилии.
В 2019 году Мануэл на правах аренды перешёл в «Коринтианс». 30 января в матче против Лиги Паулиста против «Ред Булл Брагантино» он дебютировал за новый клуб. 17 февраля в поединке против «Сан-Паулу» игрок забил свой первый гол за «Коринтианс». 
В 2020 году Мануэл на правах аренды перешёл в турецкий «Трабзонспор». 13 февраля в матче Кубка Турции против «ББ Эрзурумспора» он дебютировал за основной состав. По итогам сезона игрок помог команде завоевать трофей. По окончании аренды он вернулся в «Крузейро».
В начале 2021 года Мануэл подписал контракт с «Флуминенсе». 25 апреля в поединке Лиги Кариока против «Мадурейры» игрок дебютировал за основной состав. 28 ноября в поединке против «Атлетико Минейро» игрок забил свой первый гол за «Флуминенсе». В 2022 году в матче Южноамериканского кубка против боливийского «Ориенте Петролеро» Мануэл забил гол. В 2023 году он помог клубу впервые в истории завоевать Кубок Либертадорес.

## Достижения
Клубные
 «Крузейро»
- Победитель бразильской Серии A — 2014

 «Коринтианс»
- Победитель Лиги Паулиста — 2019

 «Трабзонспор»
- Обладатель Кубка Турции — 2019/2020

 «Флуминенсе»
- Победитель Лиги Кариока (2) — 2022, 2023
- Обладатель Кубка Либертадорес — 2023